# Bærumsbanen

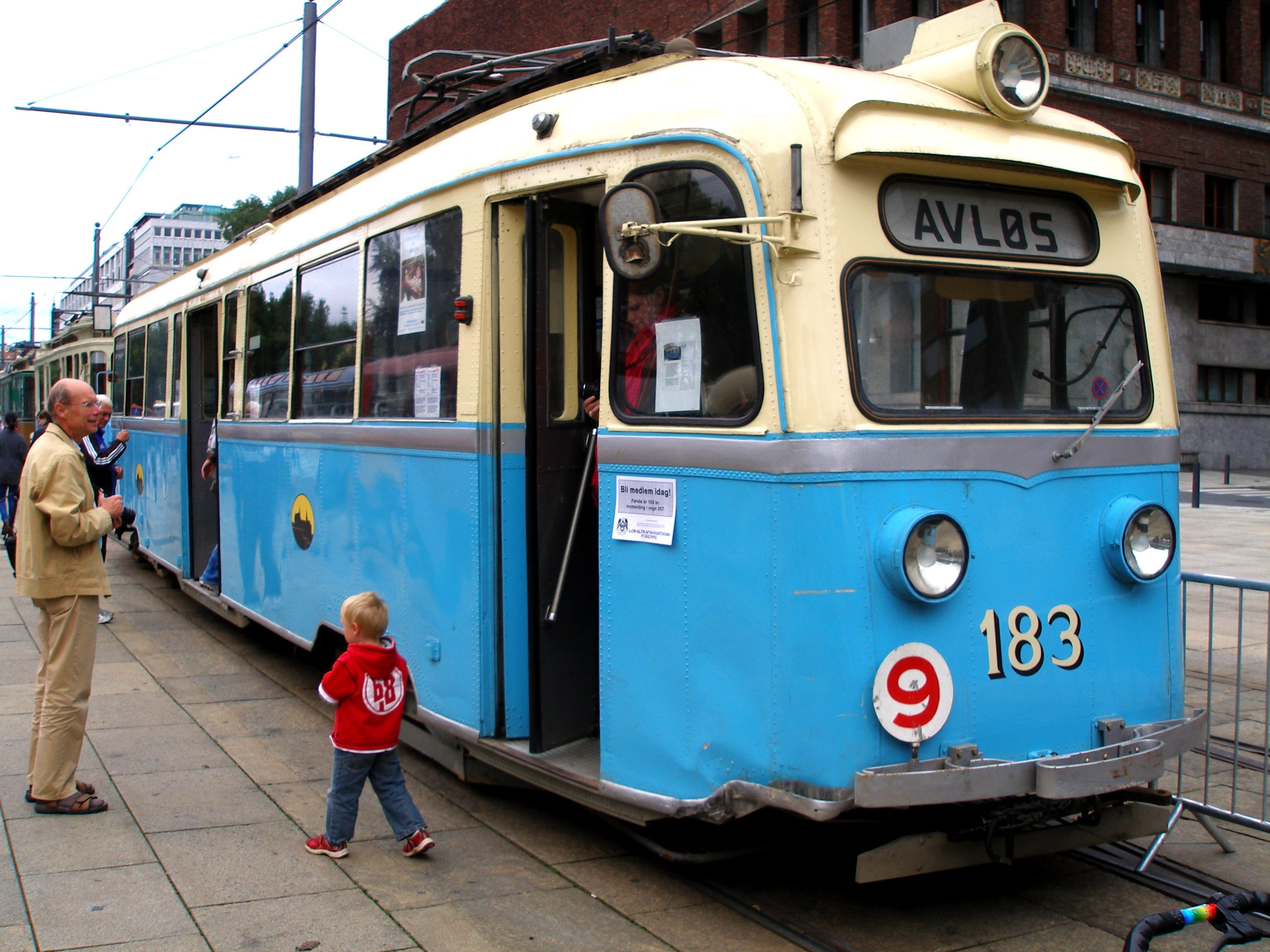
En så kallad Gullfisk som tidigare användes på Bærumsbanen.

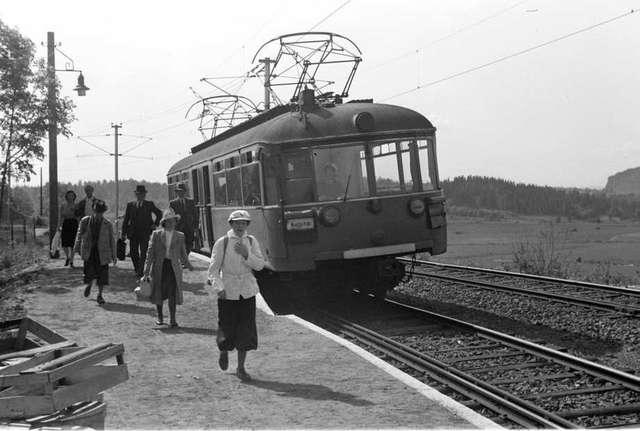
En motorvagn på Kolsåsbanen.

Bærumsbanen var en spårväg som gick mellan Skøyen i Oslo och Kolsås i Bærums kommun. Den drevs ursprungligen av det privata aktiebolaget A/S Bærumsbanen, som bildades år 1924 av delar av Kristiania Elektriske Sporvei. De privata spårvägarna i Oslo slogs ihop 1 maj 1924 men den del av trafiken som låg utanför kommunen överläts till ett eget bolag.
Trafiken startade den 1 juli 1924 på en del av linjen mellan Skøyen och Lilleaker, Lilleakerbanen, som hade förlängts till Bekkestua via Jar i Bærum. I november samma förlängdes spårvägen till en total längd på 8,3 kilometer genom utbyggnad till Haslum och år 1930 nådde den fram till Kolsås.
Den 15 juni 1942 öppnades en linje mellan Jar och en hållplats på Røabanen i Oslo med förbindelse till centrum och Nationaltheatrets station via Majorstuen. Den trafikerades av större och tyngre materiel, dåtidens tunnelbanevagnar, och gick under namnet Kolsåsbanen på hela sträckan från centrum till  Kolsås. Utanför rusningstid vände spårvagnarna i Jar. Hållplatserna från Jar till Kolsås hade dubbla perronger med olika höjd så att båda vagntyper kunde användas.
År 1937 övertog bolaget driften af förortsbanan Østensjøbanen på östra sidan av Oslo och kopplade ihop trafiken med Lilleakerbanen och Bærumsbanen genom centrala Oslo via Jernbanetorget framför Østbanestasjonen under namnet namnet Lilleaker-Østensjøbanen.
Oslos spårvägar övertog 25 procent av aktierna i Bærumsbanen den 1 oktober 1934 och tio år senare övertog de  hela bolaget. Spårvägen fortsatte dock som eget bolag till 1 juli 1971.